# Památková rezervace (Česko)
Památková rezervace je v České republice památkově chráněné území vyhlašované nařízením vlády. Jde tedy o vyšší typ ochrany než památková zóna, která je vyhlašována vyhláškou ministerstva kultury. Nad rámec zákona jsou v České republice rozlišovány tři hlavní typy památkových rezervací – městská památková rezervace, vesnická památková rezervace, archeologická památková rezervace – nebo může být památková rezervace do těchto typů nezařazená.
Památkové rezervace se zpravidla vyznačují kompaktní historickou zástavbou bez výrazných novodobých stavebních rušivých zásahů s velkým podílem architektonicky hodnotných staveb, z nichž mnohé jsou prohlášenými nemovitými kulturními památkami. Homogenní území rezervací se obvykle vyznačují dochovaným historickým půdorysem, zástavbou v původních objemech a tvarech, včetně tvarů střech a podílu vegetační složky.
Předmětem ochrany jsou nejen jednotlivé kulturní památky na území rezervace, ale i ostatní objekty a plochy a historický půdorys sídla (parcelace a uliční síť), prostorová a hmotová skladba, urbanistická struktura, uliční interiéry, historické podzemní prostory (sklepy, štoly), panorama s hlavními dominantami v blízkých i dálkových pohledech, historické zahrady a parky, prvky drobné architektury, materiály apod.
Na území Československa byly po druhé světové válce prohlašovány na základě zákona č. 22/1958 Sb., o kulturních památkách, výnosem ministerstva školství a kultury. V České republice jsou vyhlašovány podle zákona č. 20/1987 Sb., o státní památkové péči, nařízením vlády.
V České republice se na konci roku 2022 nacházelo celkem 114 památkových rezervací, a to 39 městských památkových rezervací, 61 vesnických památkových rezervací, 9 archeologických památkových rezervací a 5 ostatních památkových rezervací.